# Lamya Essemlali
Lamya Essemlali (Gennevilliers, 1979) és una activista ecologista i mediambiental francesa d'origen marroquí, presidenta de Sea Shepherd Conservation Society i coordinadora de campanya per Sea Shepherd Global. Té un Màster en Ciències Ambientals i un grau associat en Comunicació Empresarial.
En una conferència a París el 2005, conegué Paul Watson, fundador de la Sea Shepherd Conservation Society. El 2006 tots dos van fundar Sea Shepherd France i el 2008 Essemlali va assumir la presidència de l'associació. Des d'aleshores, ha dirigit diverses campanyes de Sea Shepherd Global al mar Mediterrani, a les Illes Fèroe (campanya "GrindStop") i a l'oceà Índic (illa de la Reunió) per defensar la tonyina vermella, dofins i balenes, i taurons.
El 2021, va publicar el llibre Capitaine Paul Watson, entretien avec un pirate.